# MTU-12
Der MTU-12 (russisch МТУ-12; Abkürzung von Мостоукладчик-12, auf Deutsch: Brückenlegefahrzeug-12, auch andere Bezeichnungen existieren: K-67, MTU, MTU-54, МТ-54, Objekt 421) ist ein Brückenlegepanzer der Sowjetarmee und gehört zur Gruppe der Kampfunterstützungsfahrzeuge. Das Fahrzeug basiert auf der Wanne des T-54.

## Entwicklungsgeschichte
Parallel zu den Arbeiten am T-54 erfolgte die Entwicklung des Brückenlegepanzers kurz nach dem Zweiten Weltkrieg durch das Malyschew-Werk in der Ukrainischen SSR. Nach diversen Konstruktionsschwierigkeiten erfolgte die Herstellung von Prototypen unter der Bezeichnung Objekt 421 Mitte der 1950er-Jahre. Nach erfolgreich durchgeführten Tests wurde die Einführung in die Sowjetarmee beschlossen und die Massenproduktion folgte. Die Brücken wurden im Woroschbaer Metallverarbeitungswerk hergestellt.

## Technik
Die Schnellbrücke liegt auf dem T-54-Fahrgestell auf und kann über ein maximal 11 Meter breites Hindernis mithilfe eines Kettenantriebes geschoben werden. Das Verlegen der Brücke ist innerhalb von fünf Minuten abgeschlossen.
Die Panzerung des Basisfahrzeuges entspricht der des T-54. Des Weiteren verfügt das Fahrzeug über vollständigen ABC-Schutz, zudem kann die Besatzung die Brücke verlegen, ohne dass das Fahrzeug verlassen werden muss.
Technische Daten des Brückenlegesystems
- Masse der Brücke; 5,0 Tonnen
- Traglast: 60 Tonnen
- Aufbauzeit: max. 5 Minuten
- Breite: 3,2 m
- Gesamtlänge: 12,0 m
- Maximale Breite des zu überwindenden Hindernisses: 11,0 m

## Nutzer
Der Brückenlegepanzer MTU-12 wurde in zahlreiche Staaten exportiert, mittlerweile ist das System jedoch meistens nur noch eingemottet oder gänzlich ausgemustert bzw. verschrottet worden.
- Sowjetunion
- Ägypten[4]
- Deutsche Demokratische Republik[4]
- Bangladesch[4]
- Bosnien und Herzegowina[4]
- Ungarn[4]
- Ägypten[4]
- Simbabwe[4]

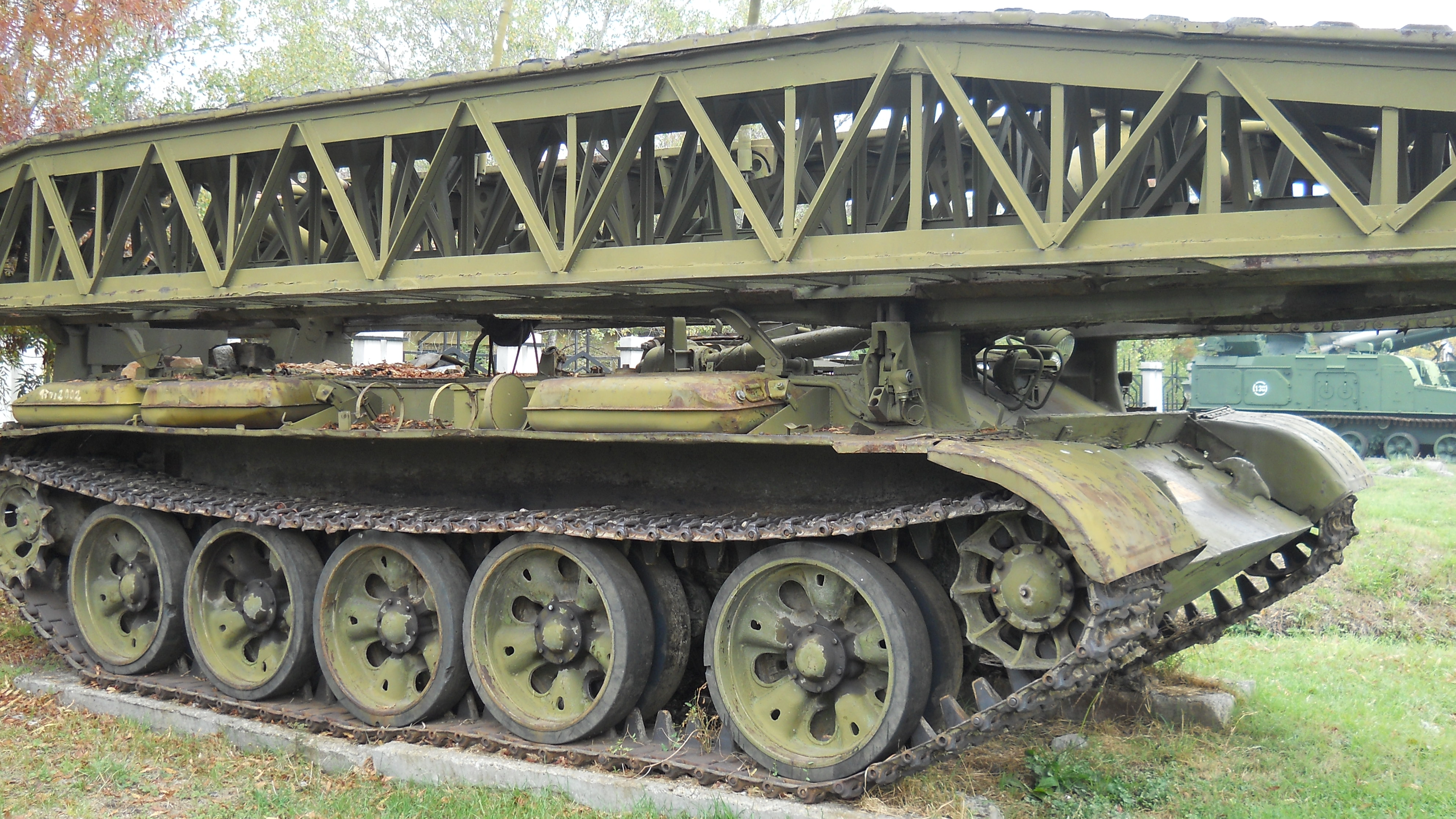
Ein MTU-12 im Nationalen Museum für Militärgeschichte in Sofia

- Israel: Ägyptische Fahrzeuge im Sechstagekrieg erbeutet.
- Jemen[4]
- Volksrepublik China[4]
- Elfenbeinküste[4]
- Laos[4]
- Russland[4]
- Syrien[4]
- Slowenien[4]
- Finnland: Fünf Fahrzeuge erhalten[5], alle mittlerweile ausgemustert.
- Eritrea[4]
- Äthiopien[4]
- Belarus[4]